# Batalha de Autossee
A Batalha de Autossee ocorreu em 26 de novembro de 1813, durante a Guerra Creek, nas aldeias creeks de Autossee e Tallasee, próximas à atual Shorter, Alabama. O general John Floyd, com 900 a 950 milicianos e 450 aliados creeks, atacou e destruiu ambas as aldeias, matando duzentos Red Sticks no processo. 

## Plano de fundo
O recente Massacre de Fort Mims não serviu de nada senão para validar a intenção de Floyd em preparar uma ofensiva em larga-escala. Ele convocou uma companhia substancial da milícia na Geórgia, e fez sua rota pelo Território do Mississippi (no que hoje é o centro do Alabama), em face do aumente das tensões entre os colonos brancos e as facções creeks.
Como Andrew Jackson, John Coffee e John Cocke traçaram seu caminho ao sul, pelo Tennessee com uma força de 3.500 homens, Floyd se organizou ao longo da Estrada Federal (Federal Road) rumo a Autossee, uma aldeia cuja população era de aproximadamente 1.500 creeks (incluindo "High Head Jim" e outros responsáveis pelo Massacre em Fort Mims). Sua companhia incluía 900 milicianos e 450 creeks aliados, a maioria de Tukabatchee, sob o comando de William McIntosh.

## A batalha
Após a aurora, a milícia da Geórgia se dividiu em duas colunas em um esforço para cercar a aldeia. Contudo, três coisas não correram conforme o planejado antes do ataque. Primeiro, Floyd descobriu uma segunda pequena aldeia Red Stick, Tallasee, forçando-o a ordenar que a companhia se espalhasse mais estreitamente do que outrora planejado. Também, uma rota de escape pelo oeste não poderia ser bloqueada por McIntosh - como Floyd ordenara -  pois ele e seus homens estavam impossibilitados de atravessar o profundo e congelante Rio Tallapoosa. Em vez disso, se contentaram  em cruzar o riacho Calebee e bloquear as rotas para o norte. Por fim - porém o mais crítico na situação - um batedor Red Stick os avistou e avisou à aldeia, permitindo que ambos os habitantes evacuassem as mulheres e crianças; isto também o permitiu a requisitar a ajuda de assentamentos vizinhos. Os homens de Floyd possuíam superioridade de fogo e artilharia, o que os possibilitou a uma rápida invasão do aldeamento e a incendiá-lo. Embora muitos guerreiros tenham fugido, Floyd relatou mais tarde que alguns lutaram até o final, morrendo nas chamas.

## Rescaldo
Em três horas, 200 a 250 Red Sticks foram mortos (dentre os quais os chefes de ambas as aldeias). Entretanto, devido à formação estreitamente espalhada da milícia e o mal posicionamento dos creeks aliados, a maior parte dos aldeões escapou. Por outro lado, Floyd perdeu onze de seus homens - assim como um pequeno número de creeks aliados - com um rescaldo de cinco feridos, incluindo si próprio. Entre as duas aldeias, 400 casas foram postas ao chão.
Agora com poucos suprimentos, a milícia voltou ao Fort Mitchell. Apesar de atrasado para ajudar os aldeamentos, o guerreiro Paddy Walsh perseguiu a milícia pelo caminho, dando-a um adicional de cinco mortos. Após chegarem ao forte, a milícia se reagrupou pelo período de dois meses, se preparando para uma nova ofensiva que resultou na Batalha de Calebee Creek, nos fins de janeiro de 1814.

## Legado
O local de Autossee se situa atualmente em uma propriedade privada no Condado de Macon, Alabama, próximo à vila de Shorter. O local não está sinalizado e é inacessível ao público.